# Холм-Огарев
Холм-Огарев — село в Гаврилов-Ямском районе Ярославской области России. Входит в состав Шопшинского сельского округа Шопшинского сельского поселения.

## География
Село находится в юго-восточной части области, в зоне хвойно-широколиственных лесов, при автодороге 78Н-0160, на расстоянии примерно 11 километров (по прямой) к северо-западу от города Гаврилов-Ям, административного центра района. Абсолютная высота — 160 метров над уровнем моря.

### Климат
Климат характеризуется как умеренно континентальный, с умеренно холодной зимой и относительно тёплым летом. Среднегодовая температура воздуха — 3 — 3,5 °C. Средняя температура воздуха самого холодного месяца (января) — −13,3 °C; самого тёплого месяца (июля) — 18 °C. Вегетационный период длится около 165—170 дней. Годовое количество атмосферных осадков составляет 500—600 мм, из которых большая часть выпадает в тёплый период.

### Часовой пояс
Холм-Огарев, как и вся Ярославская область, находится в часовой зоне МСК (московское время). Смещение применяемого времени относительно UTC составляет +3:00.

## История
По данным археологических раскопок, на месте села существовало городище дьяковской культуры и могильник фатьяновской культуры. 
В 19-м веке село принадлежало Карновичам. 
Каменная церковь в селе построена в 1814 году с 2-мя престолами: Св. Троицы и Николая чудотворца.
В конце XIX — начале XX века село входило в состав Шопшинской волости Ярославского уезда Ярославской губернии.

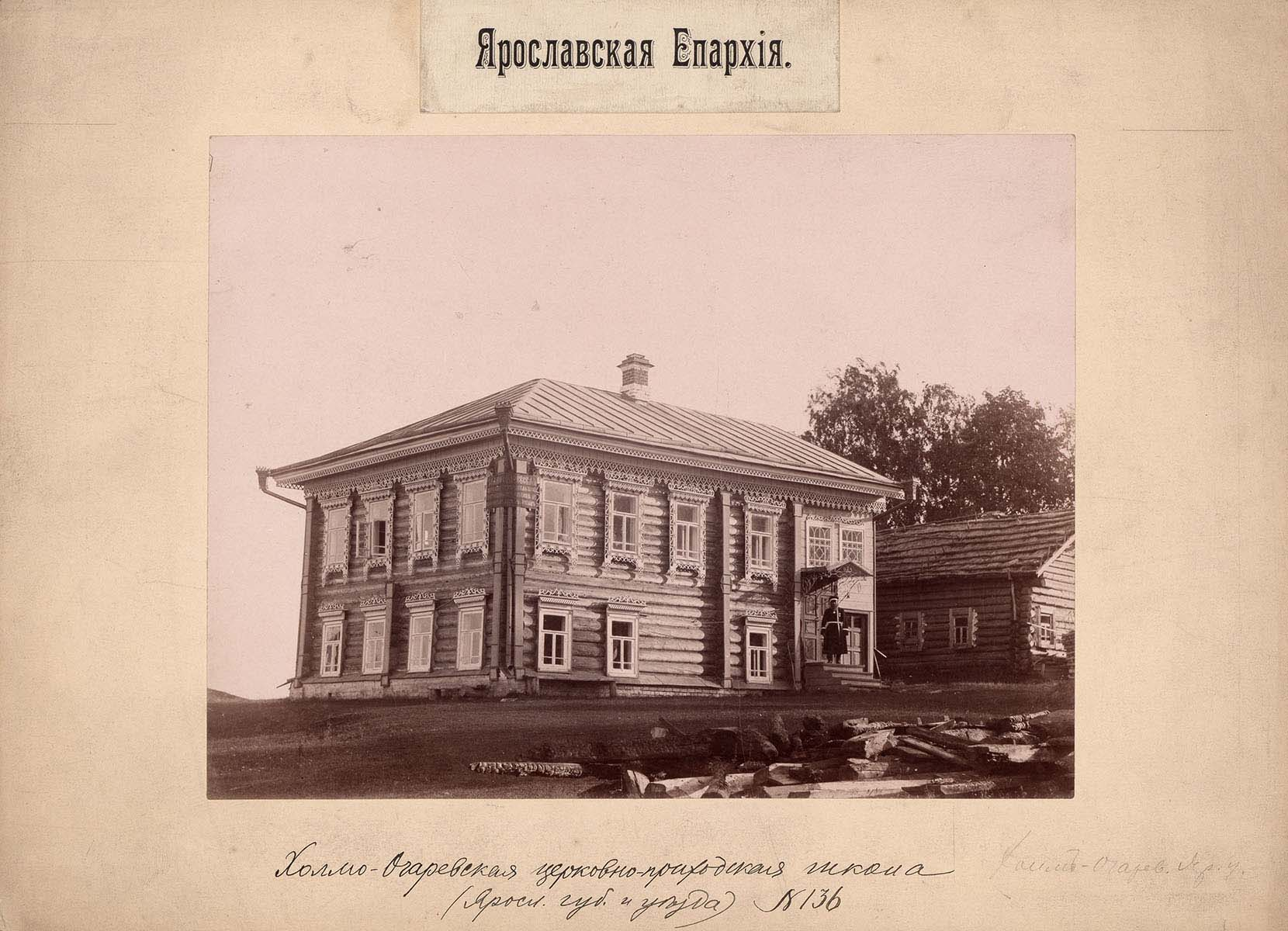
Церковно-приходская школа.

После отмены крепостного права в селе открыли церковно-приходскую школу.  В 1884-м году в школе обучалось  26 мальчиков и 14 девочек — всего 40 детей.  Попечитель школы: крестьянин В.К.Копырьялов.  Заведующий: протоиерей Илья Покровский.
С 1929 года село входило в состав Коромысловского сельсовета Гаврилов-Ямского района, с 1954 года — в составе Шопшинского сельсовета, с 2005 года — в составе Шопшинского сельского поселения.

## Население
| 1859 | 2007 | 2010 |
| ---- | ---- | ---- |
| 260  | ↘19  | ↘7   |

В 1859-м году село насчитывало  36 дворов, в которых проживали 121 мужчина и 139 женщин.
1883 год: 36 дворов: 104 мужчины, 152 женщины (256 человек).

### Национальный состав
Согласно результатам переписи 2002 года, в национальной структуре населения русские составляли 91 % из 23 чел.

## Достопримечательности
В селе расположена недействующая Церковь Троицы Живоначальной (1814).

## Известные уроженцы села
Никольский Алексей Константинович, 1890 г.р. Настоятель сельского храма. 04.03.1931г. арестован, 26.03.1931г. осуждён с конфискацией имущества. Реабилитирован в 1989.